# Henotesia borbonica
Henotesia borbonica är en fjärilsart som beskrevs av Charles Oberthür 1916. Henotesia borbonica ingår i släktet Henotesia och familjen praktfjärilar. Inga underarter finns listade i Catalogue of Life.